# 조던 스피스

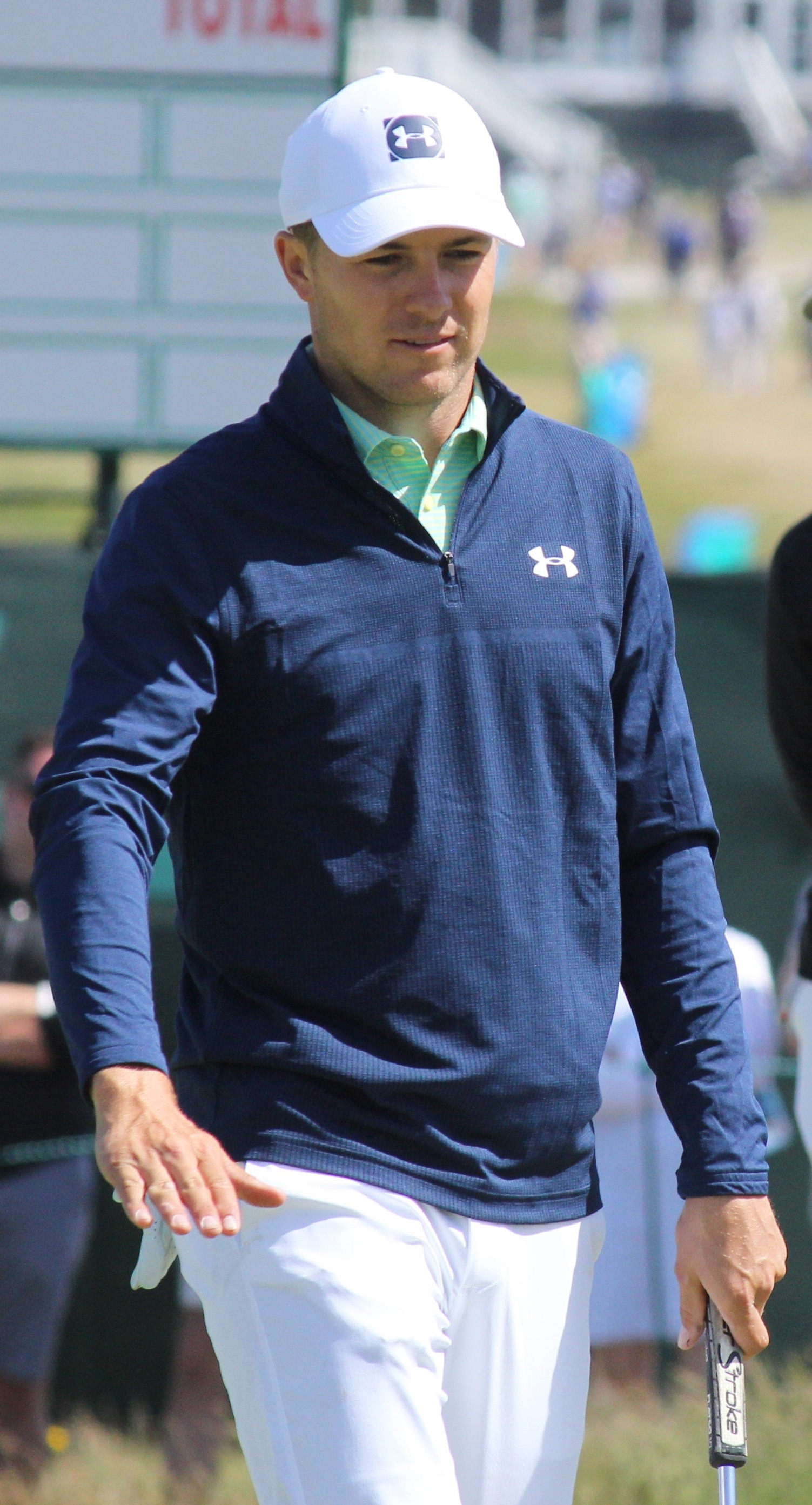
조던 스피스 (2018년)

조던 스피스(영어: Jordan Spieth, 1993년 7월 27일 ~ )는 미국의 골프 선수이다.